# Миханович, Антон

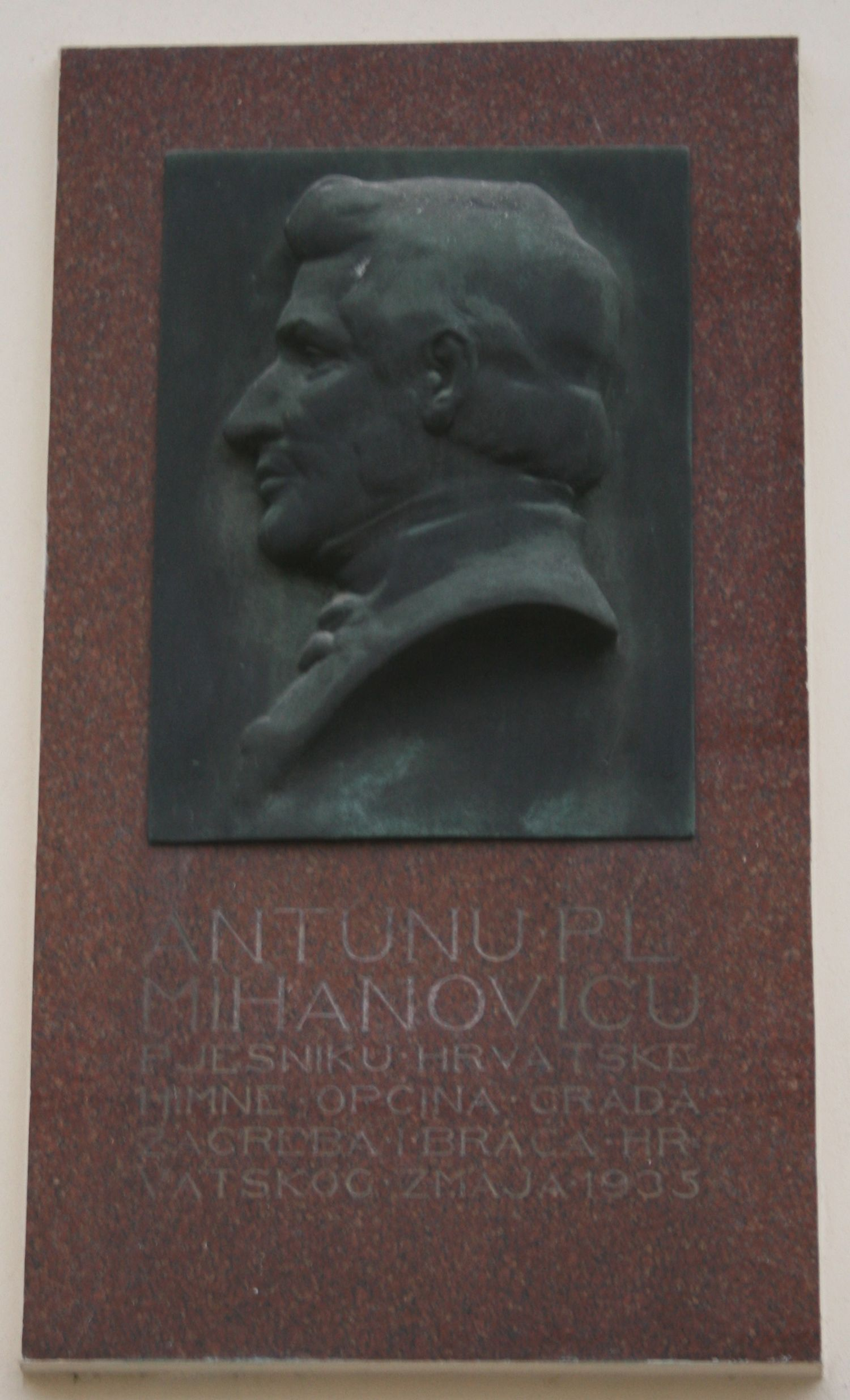
Мемориальная доска поэту в Загребе

Антон (Антун) Миханович (хорв. Antun Mihanović; 10 июня 1796, Загреб — 14 ноября 1861, Нови Двори Кланьечки близ г. Кланец (ныне Крапинско-Загорская жупания Хорватии)) — известный хорватский поэт, писатель, дипломат. Представитель иллиризма.
Автор текста национального гимна Хорватии — «Lijepa naša domovino» («Наша прекрасная родина»).

## Биография
Изучал философию и право в венской Королевской академии наук. С 1813 — юрист. Работал в качестве военного судьи, главным образом, в Италии, а затем административным чиновником в Риеке. В 1836 году был назначен консулом в Белграде — первым представителем Австрийской империи в Сербии, затем был консулом в Солуни (ныне Салоники), Смирне, Стамбуле и Бухаресте.
Вышел в отставку в 1858 году в качестве советника министра. Жил в Нови Двори Кланьечки до своей смерти.

## Творчество

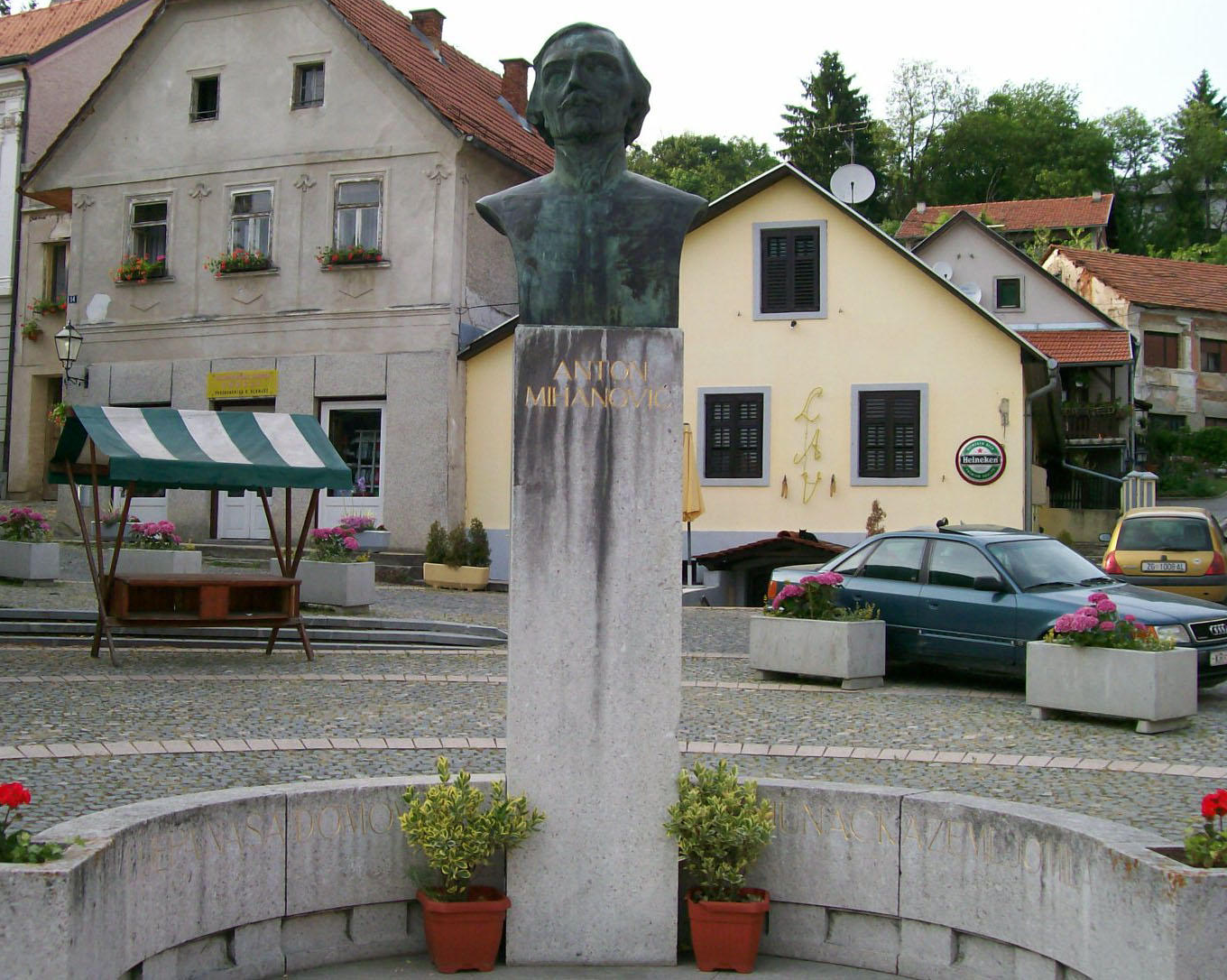
Памятник Антуну Михановичу в г. Кланец

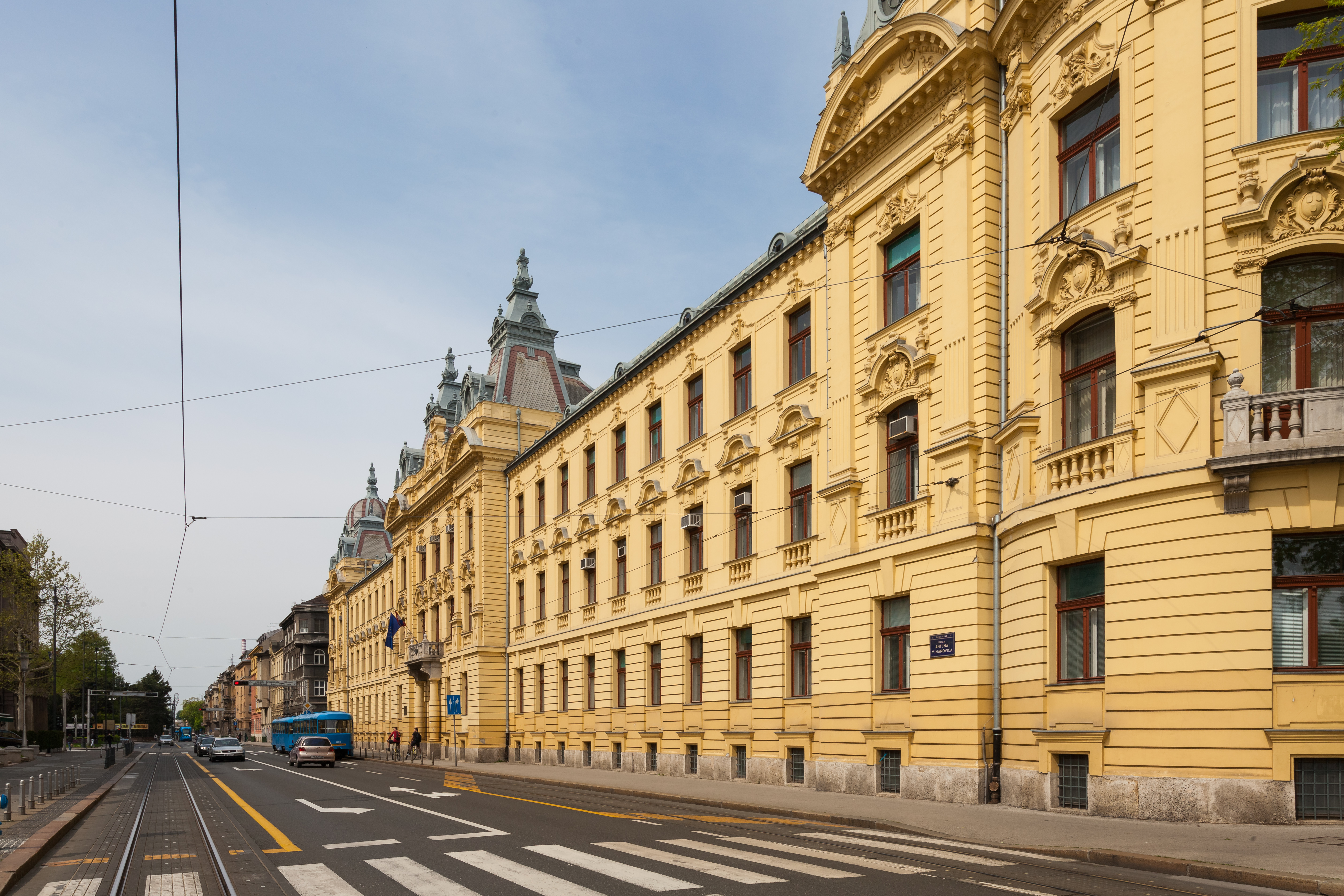
Улица Антона Михановича в центральной части Загреба

А. Миханович — один из первых предвозвестников хорватского возрождения: он проводил мысль об издании старых хорватских писателей, призывал писать и говорить на народном языке, видя главное препятствие к развитию народа и его литературы в том, что в школах и общественных делах принят чуждый — латинский язык. Он считал, что национальный язык был бы лучшим средством для выражения мыслей и что национальная культура может быть создана только на основе использования национального языка.
А. Миханович собрал и исследовал большое количество старых документов, рукописей, редких книг по хорватской истории, написанных кириллицей, переданных им на хранение в Югославской академии. Так, в 1818 году в Венеции он нашёл копию рукописи эпической поэмы «Осман» Ивана Гундулича.
Ему принадлежит много стихотворений, а также труд «Rěč domovini o hasnovitosti pisanja vu domorodnom jeziku» (Слово к Отечеству о пользе письма на родном языке), опубликованный в Вене в 1815 и ставший важным документом возникновения хорватского национального возрождения, статьи о родстве славянского языка с санскритским (в «Hommayr’s archiv» № 66, 67, 71, 1823 г.), «Horvatska domovina» и др.